# Kellyn Acosta
Kellyn Kai Perry-Acosta, född 24 juli 1995 i Plano, är en amerikansk fotbollsspelare som spelar för Los Angeles FC och sedan 2016 i USA:s fotbollslandslag.

## Klubbkarriär
Den 14 januari 2022 värvades Acosta av Los Angeles FC.

## Landslagskarriär
Acosta debuterade för USA:s landslag den 31 januari 2016 i en 3–2-vinst över Island. Han har varit en del av USA:s trupp vid Concacaf Gold Cup 2017 och 2021 samt VM 2022 i Qatar.